# Khorramabad
För andra betydelser, se Khorramabad (olika betydelser).
Khorramabad (persiska: خُرَّم‌آباد) är en stad i västra Iran. Den är administrativ huvudort för delprovinsen Khorramabad och provinsen Lorestan och hade cirka 370 000 invånare vid folkräkningen 2016.